# Nando López
Nando López (quien también ha publicado sus obras con la firma de Fernando J. López, Barcelona, 28 de junio de 1977) es un novelista y dramaturgo español.

## Biografía
Nando López nació en Barcelona en 1977, con raíces andaluzas. Pronto se trasladó a Madrid, donde se doctoró en Filología Hispánica. Participó en numerosos montajes teatrales universitarios, tanto de director como autor, y fundó la compañía Armando no me llama, con la que estrenó sus primeros textos. Ha trabajado en el mundo editorial y durante diez años fue profesor de Educación Secundaria y Bachillerato. Desde 2015 se dedica exclusivamente a la escritura y compagina sus facetas de novelista y dramaturgo, siendo un reconocido autor por sus obras tanto para adultos como juveniles. En 2021, a raíz del estreno de La edad de la ira, serie televisiva que adapta su novela homónima, comenzó también a colaborar como creador en productos audiovisuales como Red Flags, serie de la que es guionista y productor ejecutivo y que se basa en una idea original suya.

## Obra dramática
López fue incluido por el hispanista F.P. Jones en el grupo de las denominadas Catorce voces emergentes del teatro español (Anales de Literatura Española Contemporánea, 2010/2). Entre sus títulos destacan  Nunca pasa nada (Ediciones Antígona, 2019), #malditos16 (Ediciones Antígona, 2017, candidata al Premio Max a la Mejor Autoría Revelación), La edad de la ira (Ediciones Antígona, 2017) Los amores diversos (Ediciones Antígona, 2016), Federico hacia Lorca, coescrita junto a Irma Correa y Barro, coescrita junto al dramaturgo Guillem Clua, De mutuo desacuerdo (Ediciones Antígona, 2015) Cuando fuimos dos (Ed. Ñaque, Madrid, 2012), Tour de force (Ed. Antígona, Madrid, 2011), El sexo que sucede (Ed. AAT, Madrid, 2005), Darwin dice (publicada por Ed. Anagnórisis en 2012, dirigida por Simon Breden y estrenada por la compañía Vaivén Teatro en la sala Liberarte), Saltar sin red (dirigida y estrenada por Ainhoa Amestoy en el Centro Cultural Conde Duque), Distrito Cabaret (estrenado por la compañía El Hambre dentro del marco del Festival Madrid Sur) o Tres formas de lenguaje (dirigido por Aitana Galán).
Cuando fuimos dos, presentada en la XXI Muestra de Autores de Teatro Contemporáneo, fue resaltada por Guillermo Heras, el director de la Muestra, como un "montaje de culto". Esta obra, estrenada en Madrid, ha sido representada con éxito de crítica y público en Alicante, Elche, Valencia, La Coruña o Málaga, entre otras ciudades.
De mutuo desacuerdo, una comedia ácida sobre la difícil convivencia de un matrimonio divorciado con un hijo en común, fue estrenada en España (dirigida por Quino Falero e interpretada por Toni Acosta e Iñaki Miramón) en el Teatro Bellas Artes y también en Venezuela (dirigida por Miguel Ferrari y protagonizada por Ana María Simon y Sócrates Serrano) y en Panamá (producida y protagonizada por Arturo Montenegro).
También ha escrito versiones libres de textos clásicos como Desengaños amorosos (candidata al Premio Max 2019 a Mejor Adaptación y escrita a partir de las novelas homónimas de María de Zayas) o Las harpías en Madrid (inspirada en la novela picaresca de Castillo Solórzano). Ambas obras fueron estrenadas en sendas ediciones del Festival Internacional de Teatro Clásico de Almagro. Asimismo, es autor de versiones como Tito Andrónico, de William Shakespeare (estrenada con gran éxito en el Festival Internacional de Teatro de Mérida), La vida es sueño, de Calderón de la Barca, Don Juan, a partir de la obra de José Zorrilla, y Yerma, estas tres últimas estrenadas en el GALA Theatre de Washington D. C. y, esta última, galardonada con seis premios Helen Hayes (incluido el de Mejor Obra). 
Su interés por el teatro de los Siglos de Oro se hace evidente también en títulos como Inventando a Lope, una comedia dramática publicada a finales de 2020 y en la que se dan cita figuras tan notables de la literatura barroca como Ana Caro, María de Zayas o Lope de Vega.
El 25 de enero de 2023 estrenó en el Festival de Málaga su obra Esta sí tenemos que bailarla, la primera producción de su compañía, Todo al tres, formada junto a Rocío Vidal y Eva Egido. Dirigida por la propia Eva Egido y publicada por la editorial Dos Bigotes, cosechó buenas críticas tanto en su paso por Málaga como en su primera temporada en Madrid, en el Teatro Quique San Francisco.
En marzo de 2023 publicó dentro de la colección de teatro juvenil de SM una versión libre del clásico de J. M. Barrie: Peter y Wendy rumbo a Nunca Jamás, estrenado por la compañía LaJoven el 12 de abril en el Teatro Circo Price.
Su obra teatral más reciente, Jasón y las Furias, está inspirada en textos de Eurípides, Séneca, Valerio Flaco y Apolonio de Rodas, y forma parte de la 71ª edición del Festival Internacional de Teatro Clásico de Mérida y será estrenada por Teatro del Noctámbulo, con dirección de Antonio C. Guijosa, el 27 de agosto de 2025.

## Obra narrativa
Como novelista, su primera novela, In(h)armónicos obtuvo el Premio Nacional Joven y Brillante 97, otorgado por un jurado compuesto por Camilo José Cela y Carlos Bousoño, entre otros.
Su siguiente novela, La edad de la ira, resultó tercera finalista en el Premio Nadal (2010) y fue publicada en la editorial Espasa en febrero de 2011. Tuvo reseñas muy positivas en medios como El Cultural, Radio Nacional de España, Euskal Telebista, El País o revistas digitales como Dos manzanas y Análisis Digital. Esta novela trata sobre la homosexualidad en la adolescencia y está ambientada en el ámbito docente. Su adaptación televisiva fue estrenada como serie en el canal Atresmedia Premium.
Posteriormente publicó las novelas Las vidas que inventamos (Espasa) y La inmortalidad del cangrejo (Baile del Sol). Su novela La inmortalidad del cangrejo (Baile del Sol, 2013, con edición electrónica) figura en la lista de las mejores novelas homosexuales de la literatura reciente española confeccionada por la revista Encubierta, junto con obras de Susana Hernández, Óscar Esquivias, Óscar Hernández Campano y Roberto Enríquez.
Fue seleccionado para participar con su cuento «Nunca en septiembre» en la antología de autores homosexuales españoles Lo que no se dice (Dos Bigotes, 2014). En su relato, al igual que en su novela La edad de la ira, trata sobre la homosexualidad en la adolescencia y el acoso escolar por la homofobia.
Tras Cuando todo era fácil y El sonido de los cuerpos, dos novelas en las que aúna la novela negra, la reflexión intimista, en marzo de 2020 publica Hasta nunca, Peter Pan, una historia que ofrece un ácido y, a la vez, emotivo retrato generacional, un camino que continúa en su volumen de relatos Presente imperfecto (2021), donde aúna la reflexión intimista y la crítica social.
Su última novela para público adulto hasta la fecha es Los elegidos, publicada por la editorial Destino y en la que se adentra en la "rebelión de la ficción" que tuvo lugar entre los años 54 y 56, así como en la lucha de las personas LGTBI+ durante esos años en los que el franquismo incluyó a los homosexuales en criminales tras la modificación en 1954 del artículo 6.º de la Ley de Vagos y Maleantes por el que se les condenaba a penas como el encierro en campos de concentración como el de Tefía.

### Literatura infantojuvenil
En 2013 publicó su primera novela destinada al público infantil y juvenil, El reino de las Tres Lunas (Loqueleo), una historia que tras superar la cifra de los 30.000 ejemplares vendidos encontró su continuación en El reino de los Tres Soles, publicada en 2019.
Con Los nombres del fuego combinó la narración introspectiva con la novela histórica, además de adentrarse en la literatura transmedia.
En 2018 publicó Nadie nos oye (Loqueleo), novela perteneciente al género de la literatura conocida como "juvenil adulta" (o "young adult"). Planteada como un thriller cuyo punto de partida es el asesinato de un adolescente, en ella se abordan cuestiones como la violencia machista, las agresiones sexuales o la homofobia interiorizada.
En marzo de 2019 publica En las redes del miedo (Gran Angular), un thriller en el que reflexiona sobre la comunicación y la construcción de identidades en la sociedad 2.0.
En abril de 2020 obtiene el Premio Gran Angular concedido por la Editorial SM, con La versión de Eric. Posteriormente ha publicado obras como El río de las primeras veces (2022) o Cuál es tu lucha (2022). Esta última es la primera novela-documento juvenil y coral que se escribe en España.
También ha publicado obras de teatro para el público infantil y preadolescente como La foto de los diez mil me gusta, Multiverso Shakespeare, La canción de los Sin Nombre o Por qué tiene que ser todo tan difícil.
Sus últimos proyecto juveniles son la trilogía Algo más que sexo, (SM), con ilustraciones del artista Alfonso Casas, y la novela juvenil-adulta Teníamos 15 años (Loqueleo), que combina la narración literaria con la novela gráfica y cuyas ilustraciones han sido obra de Nicolás Castell. Este libro, además, fue presentado en el Ministerio de Infancia y Juventud por la ministra Sira Rigo el 1 de julio de 2025 en el marco de la semana del Orgullo LGTBIQ+.

## Obra de no ficción
Es autor, además, de ensayos humorísticos sobre la vida en las aulas, como Dilo en voz alta y nos reímos todos y su continuación, En casa me lo sabía, ambas publicadas por Martínez Roca y con miles de seguidores en sus redes sociales.

## Adaptaciones y series
El 27 de febrero de 2022, fue estrenada, la adaptación de su novela: La edad de la ira, bajo el mismo título, La edad de la ira en Atresplayer Premium en forma de miniserie de cuatro capítulos.
En abril de 2024 se estrenó Red Flags, una serie original basada en una idea suya y de la que es coguionista -junto a Estel Díaz- y productor ejecutivo. La serie, que aborda la realidad de la adolescencia de la generación Z, consta de 8 episodios y se puede ver en Atresplayer.

## Premios
En 2020, ganó el premio Gran Angular de la editorial SM gracias a su obra 'La versión de Eric', que también fue galardonada con el Premio Fundación Cuatro Gatos.
En 2022 le fue concedido el Premio Torre del Agua a la Mejor Saga Juvenil en español por su trilogía La Leyenda del Cíclope.
Su literatura fue también distinguida en 2022 con el Premio Triángulo de Cultura, en reconocimiento a la presencia de la diversidad LGTBIQ+ en sus textos.
También en 2022 fue galardonado con el Premio Cine y Educación del Festival CiBRA.
En 2023 obtuvo uno de los Premios CODAPA por su defensa de la educación pública.
También 2023 fue uno de los galardonados con los Reconocimientos Arcoíris del Ministerio de Igualdad "por difundir la realidad y los derechos de las personas LGTBI adolescentes a través de una amplia obra que abarca la novela, el teatro y las series de televisión."